# Navahondilla
Navahondilla é um município da Espanha na província de Ávila, comunidade autónoma de Castela e Leão, de área 22,07 km² com população de 304 habitantes (2007) e densidade populacional de 8,82 hab/km².

## Localização
Localiza-se no sudeste da província de Ávila.
| Noroeste: El Tiemblo           | Norte: El Tiemblo         | Nordeste: El Tiemblo                                      |
| Oeste: Rozas de Puerto Real    |                           | Este: San Martín de Valdeiglesias, Cadalso de los Vidrios |
| Sudoeste: Rozas de Puerto Real | Sul: Rozas de Puerto Real | Sudeste: Cadalso de los Vidrios                           |

## Demografia
| Variação demográfica do município entre 1991 e 2004 | Variação demográfica do município entre 1991 e 2004 | Variação demográfica do município entre 1991 e 2004 | Variação demográfica do município entre 1991 e 2004 |
| --------------------------------------------------- | --------------------------------------------------- | --------------------------------------------------- | --------------------------------------------------- |
| 1991                                                | 1996                                                | 2001                                                | 2004                                                |
| 155                                                 | 136                                                 | 152                                                 | 193                                                 |